# Pallenopsis latus
Pallenopsis latus is een zeespin uit de familie Pallenopsidae. De soort behoort tot het geslacht Pallenopsis. Pallenopsis latus werd in 1998 voor het eerst wetenschappelijk beschreven door Child. 